# Olej

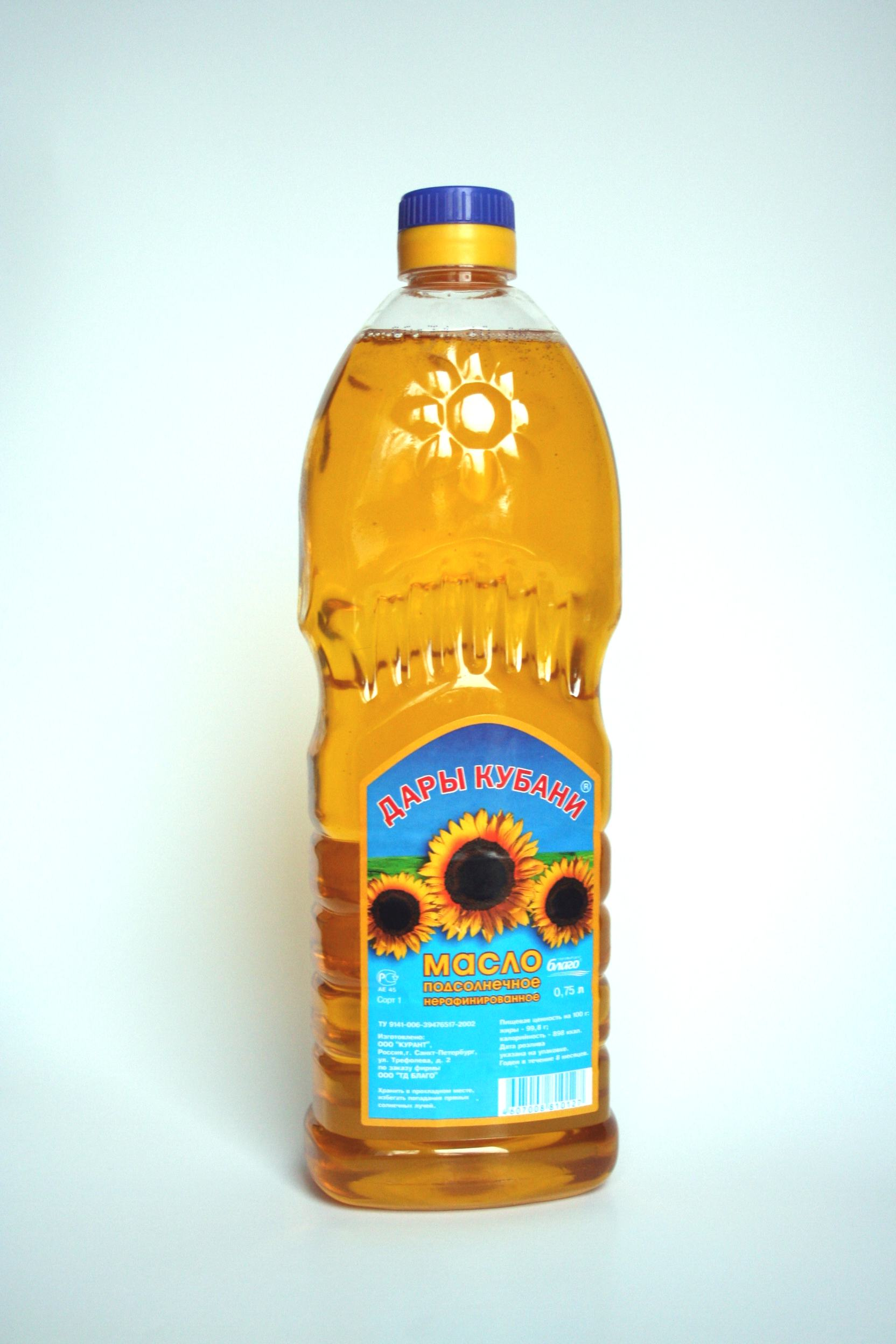
Slunečnicový olej ve spotřebitelském balení

Olej je jakákoli kapalná chemická látka tvořená převážně nepolárními uhlovodíkovými molekulami. Oleje jsou hydrofobní, proto se nerozpouštějí ve vodě, zároveň jsou lipofilní, tj. lze je míchat s jinými oleji. Mají také menší hustotu než voda. Jsou také polynohydroxidní, proto se drží vždy nad vodou. Jediný rozdíl je ve slané vodě, ve které klesají.

## Druhy olejů
Obecná definice oleje zahrnuje chemické sloučeniny, které se mohou výrazně lišit ve struktuře, vlastnostech a použití. Oleje mohou být živočišného, rostlinného nebo petrochemického původu a mohou být těkavé nebo netěkavé. Používají se jako potraviny (např. řepkový, slunečnicový nebo olivový olej), paliva (např. topný olej), pro lékařské účely (např. minerální olej), jako maziva (např. motorový olej) a pro výrobu mnoha typů nátěrových hmot, barev, plastů a dalších materiálů. Speciálně upravené oleje se používají při některých náboženských obřadech a rituálech jako očistné prostředky.

### Potravinářské
Potravinářské, jedlé oleje jsou lipidy, které jsou za běžné teploty kapalné. Jejich hlavní složkou jsou zpravidla triacylglyceroly, tj. sloučeniny glycerolu s mastnými kyselinami. Mastné kyseliny mohou obsahovat jednu nebo více dvojných, tzv. nenasycených vazeb. Čím více je dvojných vazeb v řetězci, tím je olej tekutější.
V tkáních slouží oleje jako zásobárna energie, často jako pohotový energetický zdroj pro klíčící semena. Mastné kyseliny jsou součástí mnoha biologicky důležitých látek, například (fosfolipidů v buněčných membránách), glykolipidů v nervové tkáni, prostaglandinů, leukotrienů nebo thromboxanů, které ovlivňují svalový stah, srážení krve, bolest či například zánět.
Potravinářské oleje se vyrábějí lisováním nebo extrakcí pomocí rozpouštědel. Následnou rafinací mohou být zbaveny vedlejších látek. Rafinované oleje mají neutrální chuť, jsou vhodnější ke smažení. Lisované oleje mají výraznější chuť a obsahují důležité látky, ale rychleji se kazí.

#### Druhy potravinářských olejů
- arganový olej
- avokádový olej
- bodlákový olej
- dýňový olej
- kokosový olej
- konopný olej
- lněný olej
- makový olej
- mandlový olej
- olivový olej
- palmový olej
- paraořechový olej
- rybí olej
- řepkový olej
- sezamový olej
- slunečnicový olej
- sójový olej
- spermacetový olej

### Technické
Technické oleje jsou nejčastěji založeny na použití
- minerálních olejů, tedy směsí uhlovodíků získaných z ropy, nebo
- silikonových olejů, vyráběných synteticky, u kterých místo uhlíkových řetězců jsou použity řetězce na bázi křemíku.

Technické oleje se používají především jako maziva, dále jako náplně hydraulických systémů, speciální silikonové oleje se používají jako chladivo a hasivo v elektrických transformátorech.
- ricinový olej

### Esenciální
Esenciální oleje je jedno z označení pro silice, tekuté izoprenoidy rostlinných tkání. Jde o vonné látky. Své použití nalézají např. při výrobě kosmetiky, v aromaterapii nebo při aromaterapeutických masážích – například růžový olej.

## Výroba olejů
Tuky jako zásobní látky jsou obsaženy v semenech nebo plodech rostlin. Ty se po nasbírání lisují a tím se (velmi zjednodušeně) získává olej. Pokud jsou lisovány za studena, pak je tento olej kvalitní a používá se příkladně na konzumaci nebo jako terapeutický olej. Lisování za tepla je jednodušší, ale zato získáme méně kvalitní vhodný pro technické účely.